# Edgar González (calciatore 1997)
Edgar González Estrada (Sallent, 1º aprile 1997) è un calciatore spagnolo, difensore dell'Almería.

## Biografia
Anche suo padre Lluís è stato un calciatore.

## Caratteristiche tecniche
È un difensore centrale.

## Carriera
Cresciuto nel settore giovanile dell'Espanyol, ha esordito fra i professionisti il 31 agosto 2016 disputando con il Cornellà l'incontro di Coppa del Re vinto 2-1 contro il SS Reyes.
Passato al Real Betis nel 2018, il 23 novembre 2019 ha esordito nella Liga in occasione del match vinto 2-1 contro il Valencia.
Il 3 settembre 2020 viene ceduto in prestito al Real Oviedo.

## Statistiche

### Presenze e reti nei club
Statistiche aggiornate al 12 luglio 2023.
| Stagione        | Squadra         | Campionato      | Campionato | Campionato | Coppe nazionali | Coppe nazionali | Coppe nazionali | Coppe continentali | Coppe continentali | Coppe continentali | Altre coppe | Altre coppe | Altre coppe | Totale | Totale | Totale |
| Stagione        | Squadra         | Comp            | Pres       | Reti       | Comp            | Pres            | Reti            | Comp               | Pres               | Reti               | Comp        | Pres        | Reti        | Pres   | Reti   |        |
| --------------- | --------------- | --------------- | ---------- | ---------- | --------------- | --------------- | --------------- | ------------------ | ------------------ | ------------------ | ----------- | ----------- | ----------- | ------ | ------ | ------ |
| 2016-2017       | Cornellà        | SDB             | 13         | 0          | CR              | 2               | 0               | -                  | -                  | -                  | -           | -           | -           | 15     | 0      |        |
| 2017-2018       | Cornellà        | SDB             | 32         | 0          | CR              | 0               | 0               | -                  | -                  | -                  | -           | -           | -           | 32     | 0      |        |
| Totale Cornellà | Totale Cornellà | Totale Cornellà | 45         | 0          |                 | 2               | 0               |                    | -                  | -                  |             | -           | -           | 47     | 0      |        |
| 2018-2019       | Betis B         | TD              | 38         | 2          | -               | -               | -               | -                  | -                  | -                  | -           | -           | -           | 38     | 2      |        |
| 2019-2020       | Betis B         | TD              | 14         | 2          | -               | -               | -               | -                  | -                  | -                  | -           | -           | -           | 14     | 2      |        |
| Totale Betis B  | Totale Betis B  | Totale Betis B  | 52         | 4          |                 | -               | -               |                    | -                  | -                  |             | -           | -           | 52     | 4      |        |
| 2018-2019       | Real Betis      | PD              | 0          | 0          | CR              | 1               | 0               | UEL                | 0                  | 0                  | -           | -           | -           | 1      | 0      |        |
| 2019-2020       | Real Betis      | PD              | 10         | 0          | CR              | 3               | 0               | -                  | -                  | -                  | -           | -           | -           | 13     | 0      |        |
| 2020-2021       | Real Oviedo     | SD              | 37         | 3          | CR              | 1               | 0               | -                  | -                  | -                  | -           | -           | -           | 38     | 3      |        |
| 2021-2022       | Real Betis      | PD              | 21         | 1          | CR              | 7               | 0               | UEL                | 7                  | 0                  | -           | -           | -           | 35     | 1      |        |
| 2022-2023       | Real Betis      | PD              | 25         | 0          | CR              | 2               | 1               | UEL                | 4                  | 0                  | SS          | 0           | 0           | 31     | 1      |        |
| Totale Betis    | Totale Betis    | Totale Betis    | 56         | 1          |                 | 13              | 1               |                    | 11                 | 0                  |             | 0           | 0           | 80     | 2      |        |
| Totale carriera | Totale carriera | Totale carriera | 190        | 8          |                 | 16              | 1               |                    | 11                 | 0                  |             | 0           | 0           | 217    | 9      |        |

## Palmarès

### Club

#### Competizioni nazionali
- Coppa di Spagna: 1

Betis: 2021-2022